# Sprint
Con il termine di origine inglese sprint si vuole indicare la velocità che si acquista durante la fase finale di una corsa. Il termine viene utilizzato soprattutto nelle gare di velocità.

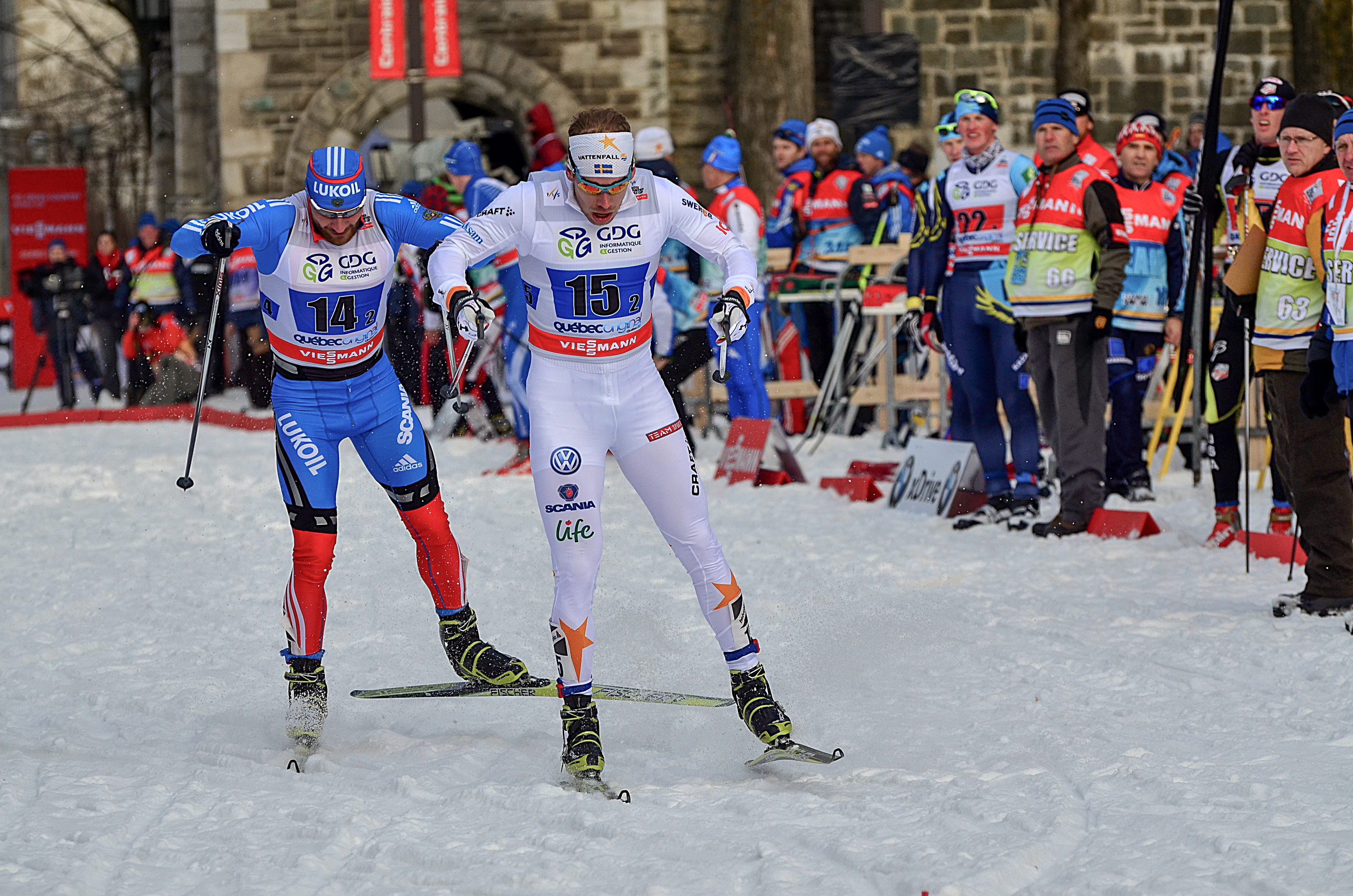
uno sprint sciistico

## Storia
Per quanto riguarda la corsa, si racconta della prima gara avvenuta nel XV secolo a.C. organizzata, secondo il mito da Ercole fra 4 persone. Molti anni dopo venne creato, nella seconda metà del XIX secolo, il cronometro, strumento necessario per la registrazione dei tempi.

## Atletica leggera
Per l'atletica leggera esistono diverse posizioni iniziali che permettono uno sprint diverso. Lo statunitense Charles Sherrill nel 1888 fu il primo a utilizzare la posizione accovacciata.

## Nuoto
I 100 metri stile libero vengono considerati una forma di sprint prolungato, per lo sprint in tali casi si utilizzano gare con una distanza inferiore.

## Altri sport
Negli altri sport, lo sprint interviene solo come momento di accelerazione in vista del traguardo, come nel ciclismo, in cui si ha la cosiddetta volata, nello sci di fondo, nel pattinaggio di velocità (su ghiaccio e in linea) e nel canottaggio, in cui si parla più propriamente di rush. Si parla di sprint anche nella canoa/kayak, per le prove sui 1000 metri.